# Robert Hallam Studdert
Robert Hallam Studdert, britanski general, * 21. november 1890, † 2. oktober 1968.